# Nate Doornekamp
Nathan George Doornekamp (* 9. Oktober 1982 in Napanee, Ontario) ist ein ehemaliger kanadischer Basketballspieler. Doornekamps jüngerer Bruder Aaron wurde ebenfalls professioneller Basketballspieler. Doornekamp beendete seine professionelle Karriere früh mit 26 Jahren und heiratete später mit Leah Gillingham die Schwester von James Gillingham, seinem ehemaligen Mannschaftskameraden in Nationalmannschaft und beim TBB Trier.
Der 2,13 m große Center spielte in den USA für das Boston College und wechselte 2005 in die Basketball-Bundesliga nach Deutschland, wo er sich bei TBB Trier für zwei Jahre verpflichtete. Daneben ist er Mitglied des kanadischen Basketball-Nationalteams. Zur Saison 2007/08 wechselte Doornekamp zu den Eisbären Bremerhaven, wo er einen Zweijahresvertrag unterschrieb.